# Battlecat
Kevin Gilliam, mais conhecido por seu nome artístico Battlecat, é um produtor musical de hip hop americano de Long Beach, Califórnia.

## Biografia
Ele é bem conhecido por produzir para artistas como Snoop Dogg, The Game, Xzibit e Tha Eastsidaz junto com um número de rappers da Costa Oeste. Sua estética é uma progressão do som do G-funk do começo dos anos 1990 iniciado por Above the Law, caracterizado pelas linhas de baixo sintetizador e teclados com alma. Ele é também o DJ de concerto para Snoop Dogg.
Em 2009, Battlecat produziu uma canção especial chamada "A Soldier Never Dies", dedicada a Anthony Vargas, membro falecido da Marinha. Battlecat é um membro lendário da organização The Worldwide DJ organization, The Core DJ's.

## Discografia
- 1999: Gumbo Roots
- 2009: G' & Sexy Vol. 1 com Amplified